# 中国驻多米尼加大使馆
中华人民共和国驻多米尼加共和国大使馆（西班牙語：Embajada de la República Popular China en la República Dominicana），简称中国驻多米尼加大使馆，前身是1994年设立的驻多米尼加贸易发展办事处（西班牙語：Oficina de Desarrollo Comercial de la República Popular China en la República Dominicana），以中多经贸双边发展为主，兼办领事服务。中多建交后转变为大使馆。

## 历史
1993年10月，中国和多米尼加签署互设机构协议。1994年4月，中国在圣多明各设贸易发展办事处。
2018年5月21日，贸易发展办事处正式变更为中国驻多米尼加大使馆，傅新蓉任临时代办。9月21日，中国外长王毅亲临圣多明各为中国驻多米尼加大使馆揭牌。